# Lichomolgus agilis
Lichomolgus agilis är en kräftdjursart som först beskrevs av Franz von Leydig 1853.  Lichomolgus agilis ingår i släktet Lichomolgus och familjen Lichomolgidae. Inga underarter finns listade i Catalogue of Life.